# Henry Hicks (Geologe)
Henry Hicks (* 26. Mai 1837 in St Davids, Pembrokeshire; † 18. November 1899 in Hendon, London) war ein britischer Arzt und Chirurg, Paläontologe und Geologe. Er befasste sich speziell mit dem frühen Paläozoikum (Kambrium, Silur) und späten Präkambrium seiner Heimat Wales, aber auch mit dem Devon.

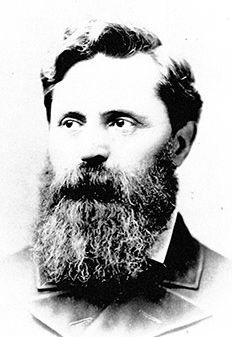
Henry Hicks

Hicks war Sohn eines Chirurgen in St Davids und studierte Medizin am Guy’s Hospital. 1862 wurde er Mitglied des Royal College of Surgeons of England (MRCS). Bis 1871 praktizierte er als Arzt in seinem Heimatort St Davids und danach in London (Hendon), wo er sich auf Psychiatrie spezialisierte. 1878 promovierte er (M.D.) an der Universität St. Andrews.

## Leben
Bekannt ist er als Geologe und Paläontologe. Schon in seiner Jugend in Wales kam er in Kontakt mit dem Paläontologen des Geological Survey von Großbritannien John William Salter. Mit ihm untersuchte er das Kambrium und Silur von Wales und beide definierten 1865 die Menevian Formation des mittleren Kambrium in West-Wales (mit dem Trilobiten Paradoxides als Leitfossil). In diesem Zusammenhang stammen von ihm zahlreiche Erstbeschreibungen. Er untersuchte auch präkambrische vulkanische Gesteine der 1876 von ihm eingeführten Pebidian Supergroup (aus dem Ediacarium) in der Umgebung von St Davids und dort vorkommende präkambrische Granite (von ihm Dimetian genannt). Später forschte er (in seinen Urlauben) im Norden von Wales, wo er präkambrische Gesteine an bis dahin unvermuteten Orten fand. Er befasste sich auch mit den pleistozänen Ablagerungen der Höhlen von Denbigshire im Nordosten von Wales und mit Gesteinen und Fossilien des Geologie (unter anderem fand er als Erster Fossilien in den vorher als fossilfrei geltenden Schiefern (Mort Slate) aus Devon und unterem Silur in Mortehoe).
Er war in eine damals viel beachtete Geologen-Kontroverse mit dem berühmten Geologen Archibald Geikie verwickelt, wobei es um die Frage ging, ob die Granite (Granophyre) in der Umgebung von St Davids kambrischen (Geikie) oder präkambrischen (Hicks) Ursprung waren. Schließlich wurde die Frage zugunsten von Hicks entschieden. Ein ausgegrabenes Profil ergab, dass die Granite von basalen Konglomeraten des Kambrium überlagert waren. Er war auch an der sogenannten Highland-Kontroverse zwischen Roderick Murchison und James Nicol zur Geologie Schottlands beteiligt, die er nach Murchisons Tod 1878 wiederbelebte.
Er war ab 1885 Fellow der Royal Society. 1896 bis 1898 war er Präsident der Geological Society of London.
Er war seit 1864 verheiratet und hatte drei Töchter.